# Serpil İskenderoğlu
Serpil İskenderoğlu, née le 15 juillet 1982 à Istanbul, est une handballeuse internationale turque.

## Palmarès

### En club
compétitions internationales
- finaliste de la coupe Challenge en 2012 (avec Muratpaşa BSK)

compétitions nationales
- championne de Turquie en 2002, 2003 (avec T.M.O. SK Ankara), 2012, 2013, 2014 (avec Muratpaşa BSK) et 2017 (avec Kastamonu Belediyesi)

### Distinctions individuelles
- meilleure marqueuse de la Coupe Challenge 2008-2009